# Edward Benjamin Scheve
Edward Benjamin Scheve (Herford, Saxònia, Alemanya, 13 de febrer de 1865 - 1924) fou un compositor alemany nacionalitzat estatunidenc. Estudià al Conservatori Kallak, de Berlín, del que més tard en fou professor auxiliar; traslladant-se després als Estats Units i fou professor i organista a Rochester; de 1892 a 1906 dirigí un conservatori particular a Chicago, i des de 1906 fou professor de teoria i d'Harmonia del Grinnell College d'Iowa.
Les seves composicions més destacades són:
- Death and Resurrection of Christ, oratori (1906)
- Rèquiem (1909)
- Festival March, per a orquestra, orgues i cor (1909)
- Concert, per a violí i piano (1913)
- Sonata, per a violí i piano (1913)
- In Trying Times, suite, per a orquestra (1914)
- Suite religiosa, per a orgue i piano (1915)
- Sonata, per a orgue
- Symphony in D-minor (1917)
- Meditations on Quotations from the Psalms, per a piano i violí (1917)
- A Day in Elkanah Valley, poema simfònic (1920)
- Song of triumph, intermetzzo per a orquestra (1921)

I d'altres moltes obres per a orgue, piano i melodies vocals.